# Luigi Chiarini
Pour les articles homonymes, voir Chiarini et Luigi Chiarini (abbé).
Luigi Chiarini est un scénariste et réalisateur italien, également critique et théoricien de cinéma, né le 20 juin 1900 à Rome où il est mort le 12 novembre 1975 .

## Biographie
Luigi Chiarini travaille dès 1934 dans les services de la Direction générale pour la cinématographie au sein d'un sous-secrétariat d'État qui devient en 1935 le Ministère pour la presse et la propagande dans l'Italie mussolinienne.
En 1935, il est nommé directeur du Centro Sperimentale di Cinematografia de Rome qui vient d'être créé. Il demeure à ce poste jusqu'en 1951.
Fondateur en 1937 de la revue Bianco e Nero (it), il déploie une activité inlassable pour la reconnaissance du cinéma en tant qu'art majeur.
Formateur, critique et théoricien, il a publié plusieurs ouvrages de réflexion sur le cinéma. Occasionnellement scénariste, Luigi Chiarini a participé comme réalisateur au mouvement calligraphique, au début des années 1940, avec des films comme Via delle cinque lune (1942) et La bella adormentata (1942).
Il réalise ensuite une adaptation de La locandiera de Carlo Goldoni (1943). Directeur de la Mostra de Venise de 1963 à 1968, il dut affronter la dernière année la fronde de certains cinéastes italiens, mécontents de la sélection. Il fut également membre du Jury au Festival de Cannes 1961.

## Écrits
- Cinematografo (1935)
- Cinque capitoli sul film (1941)
- Il Film nei problemi dell'arte (1949)
- Il Film nella battaglia delle idee (1954)
- Cinema quinto potere (1954)
- Arte e tecnica del film (1962)

## Filmographie

### Comme réalisateur
- 1942 : Via delle Cinque Lune
- 1942 : La Belle Endormie (La bella addormentata)
- 1944 : La locandiera
- 1947 : Ultimo amore
- 1950 : Pacte avec le Diable (Patto col diavolo)

### Comme scénariste
- 1940 : Le Salaire du péché (La peccatrice) d'Amleto Palermi
- 1953 : Station Terminus (Stazione Termini) de Vittorio De Sica
- 1953 : L'Amour à la ville (L'Amore in Città), sketchs Tentative de suicide, Les Italiens se retournent et L'Amour qu'on paie de Michelangelo Antonioni, Alberto Lattuada et Carlo Lizzani
- 1961 : Viva l'Italia (Viva l'Italia!) de Roberto Rossellini

## Citation
- Dans un ouvrage consacré au cinéma italien à l'époque du fascisme, Jean A. Gili, historien du cinéma, interroge Luigi Chiarini, à Rome, en novembre 1973 :

« — Dans vos livres vous défendez un cinéma visuel au détriment d'un cinéma littéraire ?

« — Selon moi, il y a deux branches dans le cinéma, l'une c'est le cinéma influencé par la littérature et donc par le théâtre, Bergman en est le meilleur exemple, mais au fond également notre Visconti. L'autre est le cinéma visuel qui tire ses origines de Eisenstein. Même en matière de critique cinématographique, il y a une critique littéraire : il est plus facile d'écouter les mots, de suivre un roman au cinéma que de lire les images. (...) Voilà pourquoi, face à la bataille dans les glaces du lac Ladoga d'Alexandre Nevski, et malgré la musique de Prokofiev, les gens sont désorientés, c'est toujours parce qu'il est plus difficile de lire les images. Eisenstein prétendait de tous les étudiants qui suivaient ses cours qu'ils sachent dessiner. (...) Il disait « Le dessin donne le mouvement, beaucoup plus que la couleur » et c'est vrai que le dessin donne le mouvement. (...) Pour les mots, c'est la logique qui fonctionne alors que pour les images...

Il est normal que les thèmes de Bergman soient la solitude de l'individu, l'incommunicabilité de l'individu. Il est logique que ces thèmes soient d'autant plus clairs que sont précis les dialogues. (...) Cela est naturel parce que les dialogues et le scénario des Fraises sauvages sont plus beaux que les images du film. »

— Luigi Chiarini in Jean A. Gil, Le Cinéma italien à l'ombre des faisceaux (1922-1945), Institut Jean-Vigo, 1990.